# Paul Brandt (Philologe, 1875)
Paul Hans Brandt (* 10. April 1875 in Köthen; † 28. Oktober 1929 in Zwickau) war ein deutscher klassischer Philologe, bekannt vor allem durch seine zumeist unter dem Pseudonym Hans Licht verfassten Schriften zur Homosexualität in der altgriechischen Literatur.

## Leben und Wirken
Paul Brandt war ein Sohn des Gymnasiallehrers Hermann Brandt und seiner Ehefrau Maria (geborene Schilling). Er besuchte das von seinem Vater geleitete Gymnasium in Bernburg und nach dessen Tod das Gymnasium Fridericianum in Dessau. Nach dem Abitur 1894 studierte er in Bonn und Leipzig klassische Philologie und Germanistik und wurde 1898 mit einer Dissertation über Pindar zum Dr. phil. promoviert. Im selben Jahr bestand er auch die Staatsprüfung für das Höhere Lehramt und wurde 1899 dem Königlichen Gymnasium in Leipzig (ab 1900 König Albert-Gymnasium) als »Probandus« zugewiesen. Schon Ostern 1900 wurde er als Gymnasiallehrer angestellt und 1902 zum Oberlehrer befördert; 1914 wurde ihm der Titel »Professor« verliehen.
Ein »läppischer Zufall« (Brandt) führte 1916 zu einem langwierigen Disziplinarverfahren und schließlich 1919 zu seiner Versetzung an das Gymnasium in Schneeberg im Erzgebirge. Bei dem »läppischen Zufall« ging es, wie er an Erich Ebermayer schrieb, um »unbedachte Worte«, die er »im Sommer 1916 auf dem Leipziger Bahnhofe mit einem jungen Menschen sprach«, den er »in alkoholisierter Stimmung für einen Strichjungen hielt«, und die »zur Kenntnis der Behörde« gebracht worden waren.
Brandt empfand die Versetzung als Verbannung, wie sie zweitausend Jahre zuvor sein geliebter Dichter Ovid hatte hinnehmen müssen. Wie Ovid ist es auch Brandt nicht gelungen, das »Exil« wieder zu verlassen. Er wurde zunehmend verbittert und krank, alterte früh und starb im Alter von nur 54 Jahren. Dennoch waren diese Jahre besonders ertragreich: Zwischen 1925 und 1928 erschien unter dem Pseudonym »Hans Licht« seine drei Bände umfassende »Sittengeschichte Griechenlands«.
Brandt hat sich 1898 zwar verlobt, aber nie geheiratet; die Braut starb »nach wenigen Jahren« an Lungentuberkulose. Politisch sah er sich als Monarchist, der sich zum Republikaner wandelte. Im Weltkrieg gehörte er als Feldartillerist zum letzten Aufgebot des Landsturms. Als »stiller Gelehrter« war er nie politisch aktiv; deutlich unterstützt hat er allerdings die homosexuelle Emanzipationsbewegung, wie sie sich in dem 1897 von Magnus Hirschfeld initiierten »Wissenschaftlich-humanitären Komitee« und in der von Adolf Brand 1903 begründeten »Gemeinschaft der Eigenen« darstellte. Seine Beschäftigung mit der altgriechischen Päderastie führte auch zu aktuellen Stellungnahmen zu Gustav Wyneken und Hans Blüher sowie zur Frage des Pädagogischen Eros und zum Artikel »Päderastie« in dem von Max Marcuse herausgegebenen »Handwörterbuch der Sexualwissenschaft« (Berlin 1923 und 1926).
Seinen Schülern hat Brandt neben Griechisch und Latein auch die Deutsche Literatur vermittelt. Am 27. Januar 1906 hielt er bei der »Kaiserfeier« den Festvortrag über »Eduard Mörikes Leben und Dichten«, 1921 hat er eine fünfbändige Schiller-Ausgabe herausgegeben, mit der er die Liebe zu Schiller in »weitesten Kreisen des deutschen Volkes« fördern wollte.
Als Lehrer hat Paul Brandt viel unternommen, um sich, seinen Kollegen und vor allem seinen Schülern das Leben in der Schule zu erleichtern. Als reine Unterrichts- und Lernhilfen sind seine auf die einzelnen Klassenstufen abgestimmten »Hausübungen mit Schlüssel« anzusehen. Nicht nur an Schüler, sondern auch an Erwachsene richtete sich das »Vollständige Lehrgebäude der Lateinischen Sprache« von Georg Traut, zu dem er 1923 eine völlige Neubearbeitung vorlegte.
Das Hauptgewicht bei seinen Büchern für die Schule legte Brandt auf reich kommentierte Ausgaben antiker Autoren. An erster Stelle sind vier Ausgaben mit Texten Ovids zu nennen, zwei davon galten dessen Liebesdichtung. Ergänzend zu einer Sophokles-Ausgabe in »Meyers Klassiker-Ausgaben« entstand eine Schulausgabe des »König Ödipus«.
Neben den kommentierten Textausgaben steht eine schon 1905 erschienene Monographie über Sappho. Sie weist voraus auf das Hauptwerk Paul Brandts, die zwei Jahrzehnte später unter dem Namen Hans Licht erschienene »Sittengeschichte Griechenlands«. Zur Vorbereitung gehört auch eine Reihe von zehn Aufsätzen und Ausgaben, die Brandt unter dem Obertitel »Der pαίδων ἔρως in der griechischen Dichtung« zusammenfasste. Nr. VII war die erste deutsche Übersetzung der Schrift »Erotes« von Lukian, die der Lukian-Übersetzer Christoph Martin Wieland ausgeklammert hatte.
Die »Sittengeschichte Griechenlands« behandelt im ersten Band (1925) »Die griechische Gesellschaft«, im zweiten Band (1926) »Das Liebesleben der Griechen«; im Ergänzungsband (1928) geht es um »Die Erotik in der griechischen Kunst«. Das Werk hat begeisterte Leser gefunden, etwa Hermann Hesse, Thomas Mann oder Franz Blei. Neben den prächtig ausgestatteten und reich illustrierten drei Quartbänden mit allen Quellennachweisen erschienen von den beiden ersten Bänden ›Volksausgaben‹, die weniger reich illustriert waren und auf den wissenschaftlichen Anhang verzichteten. Leider stimmen die Titel der einzelnen Bände nicht ganz mit der ›großen‹ Ausgabe überein (siehe 'Schriften' unten). 1959, drei Jahrzehnte nach Brandts Tod, erschien eine von Herbert Lewandowski bearbeitete und stark gekürzte Ausgabe in einem Band. Lewandowski, der Brandt noch persönlich kennengelernt hatte, hat dabei die »gemütliche Weitschweifigkeit« Brandts »energisch« behoben, viele Zitate gekürzt oder gestrichen.
Für die Wirkungsgeschichte des Werkes ist die 1932 erschienene englische Übersetzung von großer Bedeutung. Zwar umfasst sie nur die beiden Hauptbände und manches ist weggefallen, doch hat sie einen unschätzbaren Vorteil: Die Quellennachweise stehen im Haupttext unmittelbar nach der Aussage, auf die sie sich beziehen. Zudem gibt es statt der drei Register in den Einzelbänden der Originalausgabe ein weit aufgefächertes Gesamtregister und ein eigenes Register zu den Quellentexten.

## Schriften (Auswahl)
1. Monographien und Textausgaben zur antiken Literatur
- Paul Brandt: De particularum subiunctivarum apud Pindarum usu (Diss. Leipzig 1898)
- P. Ovidi Nasonis De arte amatoria libri tres. Erklärt von Paul Brandt (Leipzig 1902)
- Paul Brandt: Sappho. Ein Lebensbild aus den Frühlingstagen altgriechischer Dichtung (Leipzig 1905)
- P. Ovidi Nasonis Fasti, Tristia, Epistulae ex Ponto. Für den Schulgebrauch ausgewählt und mit knappen Erläuterungen versehen von Dr. Paul Brandt (Leipzig 1908)
- P. Ovidi Nasonis Amorum libri tres. Erklärt von Paul Brandt (Leipzig 1911)
- P. Ovidi Nasonis Metamorphoses. Für den Schulgebrauch ausgewählt und mit Anmerkungen für die häusliche Präparation versehen von Dr. Paul Brandt (Leipzig 1913)
- Sophokles’ Tragödien. Übersetzt von J. J. Chr. Donner. Herausgegeben von Dr. Paul Brandt (Leipzig und Wien o. J. [1913])
- Erotes. Ein Gespräch über die Liebe von Lukian. Aus dem Griechischen zum ersten Male ins Deutsche übersetzt und eingeleitet von Hans Licht. Mit acht Steinzeichnungen nach Originalen von Werner Schmidt (München 1920)
- König Ödipus von Sophokles. Mit Einleitung und Anmerkungen versehen von Studienrat Professor Dr. Paul Brandt (Leipzig – Berlin o. J. [1921])
- Plato: Das Gastmahl. In der Übersetzung von Friedrich Schleiermacher neu herausgegeben von Paul Brandt (Dresden 1924)
- Plutarch: Erotikos. Ein Gespräch über die Liebe. Übersetzt von Paul Brandt (Dresden 1924)
- Liebesbriefe des Aristainetos. Herausgegeben und übertragen von Hans Licht (Dresden 1928)

2. Sittengeschichte Griechenlands
Hans Licht: Sittengeschichte Griechenlands in zwei Bänden und einem Ergänzungsband
- [Band 1] Die griechische Gesellschaft (Dresden – Zürich 1925) (Digitalisat)
- [Band 2] Das Liebesleben der Griechen (Dresden – Zürich 1926) (Digitalisat)
- Ergänzungsband: Die Erotik in der griechischen Kunst. Ergänzungen zu Band I und II (Zürich 1928)

[Volksausgabe:]
- [Band 1] Sittengeschichte Griechenlands (Zürich 1925), spätere Auflagen (Verlagsorte Berlin und Wien) erschienen unter dem Titel »Lebenskultur im Alten Griechenland«
- [Band 2] Liebe und Ehe in Griechenland (Zürich 1925)

[Bearbeitete Neuausgabe:]
- Sittengeschichte Griechenlands. Neu herausgegeben, bearbeitet und eingeleitet von Herbert Lewandowski (Stuttgart 1959)

[Übersetzung:]
- Sexual Life in Ancient Greece. Translated by J. H. Freese. Edited by Lawrence H. Dawson (London 1932, New York 1934)

## Einzelnachweis
1. ↑  Biographische Details sind den Briefen Pauls Brandts an Erich Ebermayer entnommen; die Briefe befinden sich in der Handschriftenabteilung der Münchner Stadtbibliothek (Monacensia).

| Personendaten    | Personendaten                                                   |
| ---------------- | --------------------------------------------------------------- |
| NAME             | Brandt, Paul                                                    |
| ALTERNATIVNAMEN  | Brandt, Paul Hans (vollständiger Name); Licht, Hans (Pseudonym) |
| KURZBESCHREIBUNG | deutscher Klassischer Philologe, Gymnasiallehrer und Historiker |
| GEBURTSDATUM     | 10. April 1875                                                  |
| GEBURTSORT       | Köthen                                                          |
| STERBEDATUM      | 28. Oktober 1929                                                |
| STERBEORT        | Zwickau                                                         |